# Chromatomyia nigrissima
Chromatomyia nigrissima är en tvåvingeart som beskrevs av Spencer 1985. Chromatomyia nigrissima ingår i släktet Chromatomyia och familjen minerarflugor.
Artens utbredningsområde är Kenya. Inga underarter finns listade i Catalogue of Life.